# Пътникът на дъжда
„Пътникът на дъжда“ (на английски: Rider on the Rain) е френско-италиански трилър, мистерия от 1970 г. на френския кинорежисьор Рене Клеман, с участието на Марлен Жобер и Чарлс Бронсън. Филмът получава през 1970 година Награда „Златен глобус“ за най-добър чуждоезичен филм и специална награда „Давид на Донатело“.

## Сюжет
Внимание:  Текстът по-долу разкрива сюжета на произведението (или части от него)!
Мели става жертва на жесток престъпник. Тя го убива и унищожава всички следи. Но в градчето се появява загадъчния американец Хари Добс, който търси убития и се интересува от неговата чанта. Полковник Добс е убеден, че Мели е свързана с изчезналия и неговата чанта. Той използва своите необичайни методи за да докаже това.

## В ролите
| Изпълнител     | Роля                   |
| -------------- | ---------------------- |
| Марлен Жобер   | Меланхоли (Мели) Мо    |
| Чарлс Бронсън  | Полковник Хари Добс    |
| Ани Корди      | Жулиета, майка на Мели |
| Габриеле Тинти | Тони Мо                |
| Джил Айрланд   | Никол                  |
| Жан Гавен      | инспектор Тусен        |
| Жан Пиа        | М. Арман               |
| Корин Маршан   | Таня                   |
| Марика Грийн   | хостеса на Таня        |
| Елън Бал       | Мадлен Легоф           |
| Марк Маца      | Пътникът (Мак Гъфин)   |

## Продукция
Филмът е заснет както в английска, така и във френска версия. В интервю за списание „Върайъти“ Чарлс Бронсън казва, че е научил репликите си на френски език фонетично, така че собствения му глас да се чува. Това е последният път, когато той прави това за европейски филми, позволява да бъде дублиран във всички следващи филми. 
Снимките на филма започват на 2 юни 1969 г. на полуостров Гиенс и завършват на 4 август 1969 г. на Френската Ривиера. Някои сцени са заснети в Париж. 